# Emmanuella Grâce Bikatal
Emmanuella Grâce Bikatal, née le 17 septembre 1999, est une joueuse camerounaise de volley-ball.

## Carrière

### En club
Emmanuella Grâce Bikatal évolue au club de Nyong-Ekellé avec lequel elle remporte le Camtel Volleyball Open en 2020.

### En sélection
Emmanuella Grâce Bikatal remporte avec l'équipe du Cameroun féminine de volley-ball le Championnat d'Afrique féminin de volley-ball 2021.